# Циолковский, Ян
Ян Циолковский (англ. Jan M. Ziolkowski; род. 17 ноября 1956, Нью-Хейвен, Коннектикут) — американский историк-медиевист. PhD по истории, профессор Гарвардского университета, где заведовал кафедрой сравнительного литературоведения (1993—2002), фелло Американской академии медиевистики (2008), член Американской академии искусств и наук (2010) и Американского философского общества (2017), членкор Австрийской академии наук (2006). С 2007 года директор Думбартон-Окс.
Окончил Принстонский университет (бакалавр медиевистики summa cum laude), где учился в 1974-1977 годах, в последний год принимался в Общество Phi Beta Kappa. Степень PhD получил в Кембридже, где занимался для этого в 1977-1982 годах, в 1977-1980 годах стипендиат Маршалла. В 1987 году удостоился почётной степени магистра Гарварда.
Член Европейской академии (2015).
В 2015 году получил Австрийский почётный знак «За науку и искусство» 1 класса.
Автор около ста статей. Автор шеститомника The Juggler of Notre Dame and the Medievalizing of Modernity (2018).